# 周若剛

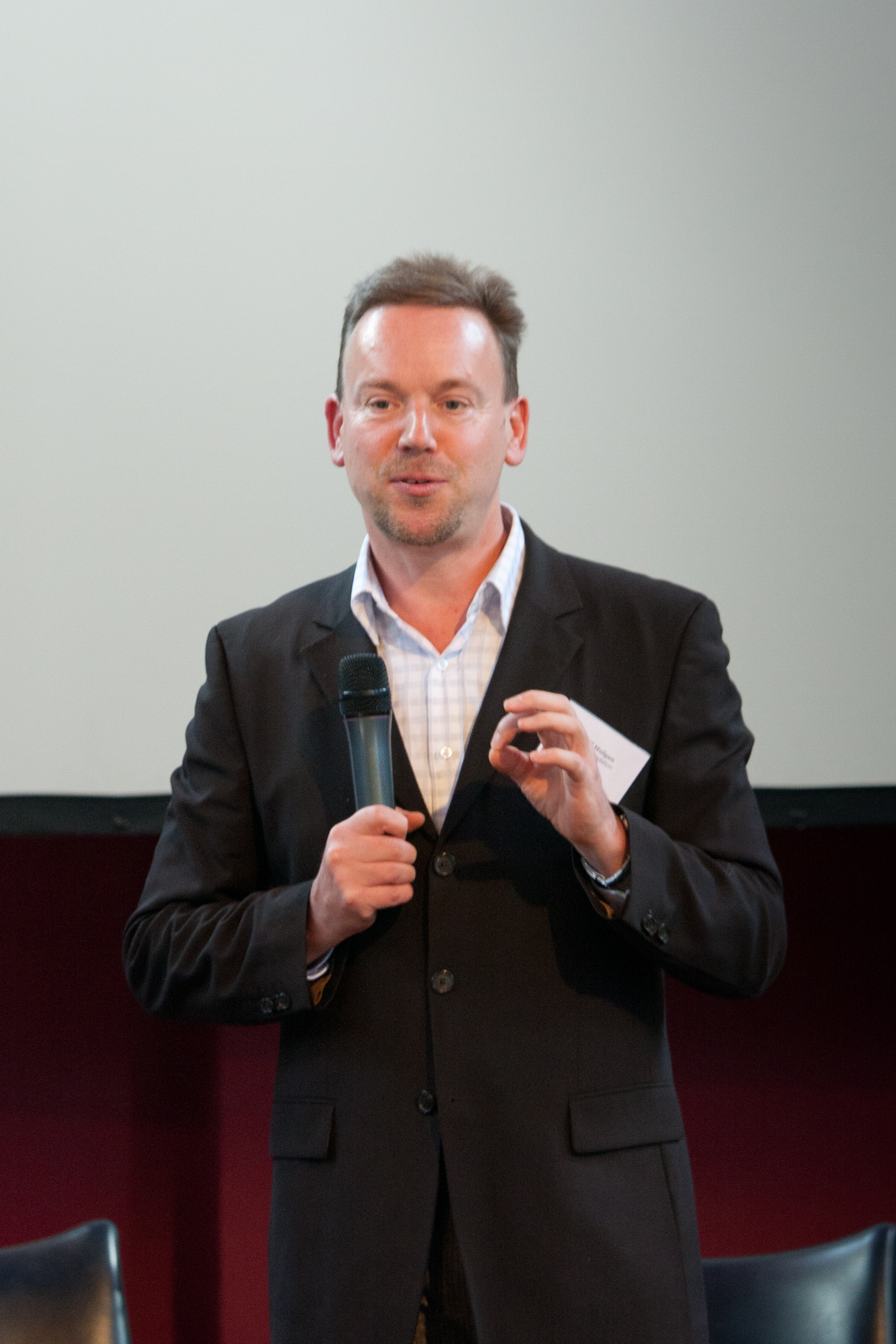
周若剛

周若剛博士，CBE（英語：Dr Geoff Mulgan，1961年8月28日—），英國經濟學家、楊氏基金會創辦人，總部設於倫敦，於社會創新、社會企業、公共政策領域有影響。在擔任楊氏基金會總裁之前，於1997年至2004年在英國政府任多個職位，包括政府策略小組(Strategy Unit)主任、英國首相辦公室政策主管。另外，他還創辦Demos智囊團並兼任總裁，又曾任電訊學講師、投資行政人員、英國廣播公司電視台和電台記者。
目前現任倫敦經濟政治科學學院（London School of Economics and Political Science）、倫敦大學學院及澳洲墨爾本大學客座教授，以及中國浦東幹部學院常任講師。

## 著作
- The Art of Public Strategy: mobilising power and knowledge for the common good
- Good and Bad Power: the ideals and betrayals of government

## 外部參考
- 學者Geoff Mulgan（页面存档备份，存于）